# Pareronia tritaea
Pareronia tritaea is een vlindersoort uit de familie van de Pieridae (witjes), onderfamilie Pierinae.
Pareronia tritaea werd in 1859 beschreven door C. & R. Felder.